# Yoshimitsu
Yoshimitsu (吉光) est un personnage de jeu vidéo apparaissant dans les séries Tekken et Soul de l'éditeur Namco,. Il est le seul personnage apparaissant dans les deux séries (à l'exception de Heihachi Mishima en tant que vedette invitée dans la version PS2 de SoulCalibur 2, ainsi que dans la version remastérisée sur Xbox 360 et PlayStation 3 du même jeu).

## Histoire
Yoshimitsu est un ninja cybernétique et le chef du clan Manji. Avant d'en être à la tête et d'être cybernétisé, il fut autrefois le plus grand ninja du clan. Lors d'une audience avec le clan Oda, l'ancien chef du clan, trop vieux pour participer, demande au futur Yoshimitsu (puisque « Yoshimitsu » est le nom donné au chef du clan Manji) d'y prendre part à sa place.
Oda Nobunaga demande l'allégeance du clan Manji au clan Oda, ce que refuse Yoshimitsu. Hélas, prévoyant leur refus, le clan Oda a envoyé une armée cachée au village du clan Manji pour l'exterminer. Retournant au village et voyant le massacre, Yoshimitsu retourne voir Oda Nobunaga pour le combattre, mais il ne fait pas le poids contre lui et son armée, et il perd un de ses bras, qu'il remplace mystérieusement par une prothèse.
Son histoire est assez floue après, mais il semble qu'il ait cherché l'épée Soul Edge pour se venger, qu'il a reconstruit le clan Manji en prenant sa tête, qu'il soit devenu cyborg à l'aide du Dr Boskonovitch, dont il est devenu un ami proche.

### SérieTekken
Dans le premier Tekken, Yoshimitsu est le chef du clan Manji. Avec Kunimitsu, membre du clan elle aussi, il va tenter de voler l'argent du tournoi à la faveur des démunis. Dans Tekken 2, Yoshimitsu apprend que le Dr. Bosconovitch, l'homme à qui il doit la vie, est retenu prisonnier par Kazuya Mishima. Il décide de participer au tournoi afin de le sauver. Dans Tekken 3, Yoshimitsu apprend que son ami le Dr. Bosconovitch contracte une maladie qu'il ne guérira qu'avec le sang d'Ogre. Yoshimitsu décide de participer au King of Iron Fist Tournament 3 afin de trouver du sang d'Ogre pour que son ami guérisse. Dans Tekken 4, il est en cruel manque de fonds pour son organisation humanitaire, le Manjitou Clan, Yoshimitsu s'inscrit au tournoi pour récolter assez de fonds pour mener à bien sa tâche.
À la fin du King of Iron Fist Tournament 4, Yoshimitsu trouve un soldat inconscient, nommé Bryan Fury. Étant presque mort, il le récupéra et l'emmena chez son ami le Dr Bosconovitch. Le Dr essaya de lui donner un nouveau corps, et de prendre le sien afin qu'il guérisse lui-même, mais Bryan contenait trop de matière noire pour cela. Alors il lui implanta un cœur éternel. Moins d'un mois après la fin du King of Iron Fist Tournament 4, Bryan, sur pieds, saccagea et terrassa plusieurs membres du clan Manjitou. Yoshimitsu de retour après un appel de détresse du Dr, constata le désastre... Il décida de s'inscrire au prochain tournoi afin de faire tomber la justice sur Bryan.
Toujours sur sa quête de vengeance, Yoshimitsu poursuivait Bryan. Cependant, l'épée de Yoshimitsu alerta ce dernier : c'est une épée maudite qui rend fou celui qui l'utilise si celui-ci ne soumet pas à la mort des êtres mauvais assez fréquemment. Yoshimitsu ne pouvait alors plus se servir de cette épée. Il se mit à changer d'arme et scella le sort de cette épée maudite. Il s'inscrivit alors au King of Iron Fist Tournament 6.

### SérieSoulCalibur
Le personnage de Yoshimitsu apparaît également dans le jeu Namco SoulCalibur et ses suites : le Yoshimitsu de SoulCalibur 1, 2, 3 et 4 est le fondateur et le premier chef du clan Manji (du nouveau, les membres de l'ancien ayant été massacré) et, après son meurtre, c'est son successeur, le Yoshimitsu du 5 qui prend la relève. Yoshimitsu semble plus être un titre qu'un personnage, le nom que prend le chef du clan Manji.
S'il est certain qu'il y ait deux Yoshimitsu dans la série Soul, il n'a pas été établi officiellement que « Yoshimitsu, le second » soit le même que celui de Tekken (ce qui est à douter, vu que son bras artificiel est le droit dans les Soul, alors que c'est le gauche dans les Tekken).

## Apparence
Yoshimitsu ressemble à un samouraï du futur. Il possède toujours un casque assez atypique représentant souvent une tête de démon ou en souffrance typé masque japonais. Il possède également une bannière qui n'est visible que dans la série SoulCalibur. Dans les deux séries, il est le seul personnage à changer totalement d'apparence à chaque épisode. Il est l'un des seuls personnages de Tekken (avec Kunimitsu) à posséder une arme (en l'occurrence ici un katana),.

## Capacités
Yoshimitsu possède de nombreuses capacités comme le pouvoir de régénération, la possibilité de cracher du poison, devenir invisible, courir à une vitesse surhumaine, commettre le seppuku sans mourir, se téléporter, et capable de rotations rapides et complètes avec son poignet, lui permettant entre autres de s'envoler en se servant d'un de ses sabres comme d'une hélice d'hélicoptère (une de ses techniques exploite cette capacité : le Manji Dragonfly).